# Биково (Бурятія)
Би́ково (рос. Быково) — село Кабанського району, Бурятії Росії. Входить до складу Сільського поселення Шергінське.
Населення — 230 осіб (2015 рік).